# Katharina Saurwein
Katharina Saurwein (Innsbruck, 11 de noviembre de 1987) es una deportista austríaca que compitió en escalada, especialista en las pruebas de dificultad y bloques.
Ganó dos medallas de bronce en el Campeonato Europeo de Escalada, en los años 2004 y 2015.

## Palmarés internacional
| Campeonato Europeo | Campeonato Europeo  | Campeonato Europeo | Campeonato Europeo |
| Año                | Lugar               | Medalla            | Prueba             |
| ------------------ | ------------------- | ------------------ | ------------------ |
| 2004               | Lecco (Italia)      | Medalla de bronce  | Dificultad         |
| 2015               | Innsbruck (Austria) | Medalla de bronce  | Bloques            |